# قصر أقا
قصر أقا هو قصرٌ (قريةٌ محصنة) في المغرب، يقعُ في منطقة أقا. بني هذا القصر بتقنية التربة المدكوكة، حيثُ استعمل فيه الطين.